# LASER Airlines
LASER Airlines of Lineas Aereas de Servicio Ejectutivo Regional is een Venezolaanse luchtvaartmaatschappij met haar thuisbasis in Caracas.

## Geschiedenis
LASER Airlines is opgericht in 1993.Tussen 1999 en 2002 werden alle activiteiten opgeschort.

## Bestemmingen
LASER Airlines voert lijnvluchten uit naar: (zomer 2007)
- Caracas, Porlamar.

## Vloot
De vloot van LASER Airlines bestaat uit: (januari 2008)
- 1 Douglas DC9-10
- 4 Douglas DC9-30